# Damernas turnering i basket vid olympiska sommarspelen 2004
Damturneringen i basket vid OS 2004 i Aten arrangerades mellan 14 och 28 augusti 2004. USA vann guldet, Australien silvret och Ryssland bronset. Alla matcher spelades i Helliniko Olympic Indoor Arena och i Olympic Indoor Hall.

## Medaljfördelning
| Klass | Guld | Silver | Brons |
| Damer | USA (USA) Sue Bird Swin Cash Tamika Catchings Yolanda Griffith Shannon Johnson Lisa Leslie Ruth Riley Katie Smith Dawn Staley Sheryl Swoopes Diana Taurasi Tina Thompson | Australien (AUS) Suzy Batkovic Sandy Brondello Trisha Fallon Kristi Harrower Lauren Jackson Natalie Porter Alicia Poto Belinda Snell Rachael Sporn Laura Summerton Penny Taylor Allison Tranquilli | Ryssland (RUS) Anna Archipova Olga Artesjina Jelena Baranova Diana Gustilina Maria Kalmykova Jelena Karpova Ilona Korstin Irina Osipova Oksana Rachmatulina Tatiana Sjtjegoleva Maria Stepanova Natalja Vodopjanova |

### Grupper
| Grupp A    | Grupp B     |
| ---------- | ----------- |
| Australien | Kina        |
| Brasilien  | Tjeckien    |
| Grekland   | Nya Zeeland |
| Japan      | Sydkorea    |
| Nigeria    | Spanien     |
| Ryssland   | USA         |

### Grupp A
| Lag        | Vinster | Förluster | Poäng | Första Tiebreaker Särskiljning av lika lag |
| ---------- | ------- | --------- | ----- | ------------------------------------------ |
| Australien | 5       | 0         | 10    |                                            |
| Ryssland   | 4       | 1         | 9     |                                            |
| Brasilien  | 3       | 2         | 8     |                                            |
| Grekland   | 2       | 3         | 7     |                                            |
| Japan      | 1       | 4         | 6     |                                            |
| Nigeria    | 0       | 5         | 5     | 0-1                                        |

| 14 augusti 9:00 |                                                                    | Australien | 85–73                                              | Nigeria |  | Helliniko Indoor Arena, Aten Domare: Philippe Leemann (Frankrike) Valdu Suurkask (Estland) |
| 14 augusti 9:00 | Resultat efter kvart: 20–18, 26–14, 16–12, 23–29                   |            |                                                    |         |  | Helliniko Indoor Arena, Aten Domare: Philippe Leemann (Frankrike) Valdu Suurkask (Estland) |
| 14 augusti 9:00 | Pts: Batkovic, Taylor 11 Rebs: Batkovic 7 Asts: Fallon, Harrower 4 |            | Pts: Udoka 26 Rebs: Amachree, Sadiq 8 Asts: Umoh 2 |         |  | Helliniko Indoor Arena, Aten Domare: Philippe Leemann (Frankrike) Valdu Suurkask (Estland) |

| 14 augusti 16:45 |                                                       | Japan | 62–128                                           | Brasilien |  | Helliniko Indoor Arena, Aten Domare: Giampaolo Cicoria (Italien) Abreu Joao (Mozambique) |
| 14 augusti 16:45 | Resultat efter kvart: 22–26, 3–36, 17–33, 20–33       |       |                                                  |           |  | Helliniko Indoor Arena, Aten Domare: Giampaolo Cicoria (Italien) Abreu Joao (Mozambique) |
| 14 augusti 16:45 | Pts: Hamaguchi 23 Rebs: Yano 5 Asts: Kusuda, Nagata 2 |       | Pts: Oliveira 25 Rebs: Oliveira 13 Asts: Pinto 7 |           |  | Helliniko Indoor Arena, Aten Domare: Giampaolo Cicoria (Italien) Abreu Joao (Mozambique) |

| 14 augusti 20:00 |                                                                   | Grekland | 62–69                                                              | Ryssland |  | Olympic Indoor Hall, Aten Domare: Sean Corbin (USA) Alejandro Chiti (Argentina) |
| 14 augusti 20:00 | Resultat efter kvart: 16–12, 18–19, 9–25, 19–13                   |          |                                                                    |          |  | Olympic Indoor Hall, Aten Domare: Sean Corbin (USA) Alejandro Chiti (Argentina) |
| 14 augusti 20:00 | Pts: Kostaki 17 Rebs: Kligkopoulou, Samoroukova 7 Asts: Kostaki 5 |          | Pts: Baranova 16 Rebs: Baranova 12 Asts: Archipova, Rachmatulina 2 |          |  | Olympic Indoor Hall, Aten Domare: Sean Corbin (USA) Alejandro Chiti (Argentina) |

| 16 augusti 11:15 |                                                   | Nigeria | 73–79                                                       | Japan |  | Olympic Indoor Hall, Aten Domare: Elizabeth Sisk (USA) Dallas Pickering (Nya Zeeland) |
| 16 augusti 11:15 | Resultat efter kvart: 22–22, 24–23, 16–20, 11–14  |         |                                                             |       |  | Olympic Indoor Hall, Aten Domare: Elizabeth Sisk (USA) Dallas Pickering (Nya Zeeland) |
| 16 augusti 11:15 | Pts: Udoka 19 Rebs: Udoka 16 Asts: Four players 1 |         | Pts: Yano 21 Rebs: Kusuda, Yano 6 Asts: Kusuda, Hamaguchi 4 |       |  | Olympic Indoor Hall, Aten Domare: Elizabeth Sisk (USA) Dallas Pickering (Nya Zeeland) |

| 16 augusti 20:00 |                                                     | Brasilien | 87–75                                          | Grekland |  | Helliniko Indoor Arena, Aten Domare: Jorge Vazquez (Puerto Rico) Philippe Leemann (Schweiz) |
| 16 augusti 20:00 | Resultat efter kvart: 27–19, 23–24, 14–21, 23–11    |           |                                                |          |  | Helliniko Indoor Arena, Aten Domare: Jorge Vazquez (Puerto Rico) Philippe Leemann (Schweiz) |
| 16 augusti 20:00 | Pts: Luz 18 Rebs: Oliveira 11 Asts: Three players 2 |           | Pts: Maltsi 26 Rebs: Maltsi 10 Asts: Kostaki 7 |          |  | Helliniko Indoor Arena, Aten Domare: Jorge Vazquez (Puerto Rico) Philippe Leemann (Schweiz) |

| 16 augusti 22:15 |                                                               | Ryssland | 56–75                                                    | Australien |  | Olympic Indoor Hall, Aten Domare: Reynaldo Mercedes Sanchez (Dom. republiken) Nancy Ethier (Kanada) |
| 16 augusti 22:15 | Resultat efter kvart: 12–21, 21–15, 15–16, 8–23               |          |                                                          |            |  | Olympic Indoor Hall, Aten Domare: Reynaldo Mercedes Sanchez (Dom. republiken) Nancy Ethier (Kanada) |
| 16 augusti 22:15 | Pts: Korstin 12 Rebs: Korstin 9 Asts: Osipova, Rachmatulina 3 |          | Pts: Taylor 26 Rebs: Jackson, Taylor 10 Asts: Harrower 4 |            |  | Olympic Indoor Hall, Aten Domare: Reynaldo Mercedes Sanchez (Dom. republiken) Nancy Ethier (Kanada) |

| 18 augusti 11:15 |                                                      | Japan | 78–97                                              | Australien |  | Helliniko Indoor Arena, Aten Domare: Alejandro Chiti (Argentina) Song Yanping (Kina) |
| 18 augusti 11:15 | Resultat efter kvart: 20–26, 15–30, 10–26, 33–15     |       |                                                    |            |  | Helliniko Indoor Arena, Aten Domare: Alejandro Chiti (Argentina) Song Yanping (Kina) |
| 18 augusti 11:15 | Pts: Oga 21 Rebs: Yano 4 Asts: Kawabata, Tachikawa 2 |       | Pts: Jackson 31 Rebs: Jackson 9 Asts: Tranquilli 5 |            |  | Helliniko Indoor Arena, Aten Domare: Alejandro Chiti (Argentina) Song Yanping (Kina) |

| 18 augusti 16:45 |                                                          | Grekland | 83–68                                                 | Nigeria |  | Helliniko Indoor Arena, Aten Domare: Scott Butler (Australien) Nancy Ethier (Kanada) |
| 18 augusti 16:45 | Resultat efter kvart: 30–15, 15–14, 20–15, 18–24         |          |                                                       |         |  | Helliniko Indoor Arena, Aten Domare: Scott Butler (Australien) Nancy Ethier (Kanada) |
| 18 augusti 16:45 | Pts: Kostaki 25 Rebs: Maltsi, Saregkou 8 Asts: Kostaki 4 |          | Pts: Udoka 28 Rebs: Udoka 18 Asts: Amachree, Iyorhe 1 |         |  | Helliniko Indoor Arena, Aten Domare: Scott Butler (Australien) Nancy Ethier (Kanada) |

| 18 augusti 20:00 |                                                  | Brasilien | 67–77                                                 | Ryssland |  | Olympic Indoor Hall, Aten Domare: Jose Carrión (Puerto Rico) Chantal Julien (Frankrike) |
| 18 augusti 20:00 | Resultat efter kvart: 17–21, 11–25, 20–17, 19–14 |           |                                                       |          |  | Olympic Indoor Hall, Aten Domare: Jose Carrión (Puerto Rico) Chantal Julien (Frankrike) |
| 18 augusti 20:00 | Pts: Arcain 19 Rebs: Oliveira 8 Asts: Luz 5      |           | Pts: Archipova 20 Rebs: Stepanova 9 Asts: Archipova 3 |          |  | Olympic Indoor Hall, Aten Domare: Jose Carrión (Puerto Rico) Chantal Julien (Frankrike) |

| 20 augusti 9:00 |                                                         | Ryssland | 94–71                                                       | Japan |  | Olympic Indoor Hall, Aten Domare: Abdelillah Chlif (Marocko) Kim Ja Ok (Sydkorea) |
| 20 augusti 9:00 | Resultat efter kvart: 29–21, 21–15, 24–15, 20–20        |          |                                                             |       |  | Olympic Indoor Hall, Aten Domare: Abdelillah Chlif (Marocko) Kim Ja Ok (Sydkorea) |
| 20 augusti 9:00 | Pts: Baranova 22 Rebs: Stepanova 12 Asts: Sjtjegoleva 3 |          | Pts: Hamaguchi 14 Rebs: Yabuuchi 4 Asts: Oyama, Tachikawa 2 |       |  | Olympic Indoor Hall, Aten Domare: Abdelillah Chlif (Marocko) Kim Ja Ok (Sydkorea) |

| 20 augusti 20:00 |                                                   | Australien | 77–40                                          | Grekland |  | Helliniko Indoor Arena, Aten Domare: Virginijus Dovidavicius (Litauen) Giampaolo Cicoria (Italien) |
| 20 augusti 20:00 | Resultat efter kvart: 18–13, 21–8, 20–9, 18–10    |            |                                                |          |  | Helliniko Indoor Arena, Aten Domare: Virginijus Dovidavicius (Litauen) Giampaolo Cicoria (Italien) |
| 20 augusti 20:00 | Pts: Jackson 20 Rebs: Jackson 12 Asts: Batkovic 2 |            | Pts: Maltsi 9 Rebs: Maltsi 10 Asts: Saregkou 3 |          |  | Helliniko Indoor Arena, Aten Domare: Virginijus Dovidavicius (Litauen) Giampaolo Cicoria (Italien) |

| 20 augusti 22:15 |                                                     | Nigeria | 63–82                                                          | Brasilien |  | Helliniko Indoor Arena, Aten Domare: Mike Homsy (Kanada) Song Yangping (Kina) |
| 20 augusti 22:15 | Resultat efter kvart: 19–33, 15–14, 12–11, 17–24    |         |                                                                |           |  | Helliniko Indoor Arena, Aten Domare: Mike Homsy (Kanada) Song Yangping (Kina) |
| 20 augusti 22:15 | Pts: Udoka 17 Rebs: Udoka 7 Asts: Amachree, Udoka 2 |         | Pts: Castro Marques 26 Rebs: de Souza 8 Asts: Castro Marques 6 |           |  | Helliniko Indoor Arena, Aten Domare: Mike Homsy (Kanada) Song Yangping (Kina) |

| 22 augusti 11:15 |                                                     | Nigeria | 58–93                                                               | Ryssland |  | Helliniko Indoor Arena, Aten Domare: Dallas Pickering (Nya Zeeland) Shoko Suguro (Japan) |
| 22 augusti 11:15 | Resultat efter kvart: 14–23, 17–20, 15–21, 12–29    |         |                                                                     |          |  | Helliniko Indoor Arena, Aten Domare: Dallas Pickering (Nya Zeeland) Shoko Suguro (Japan) |
| 22 augusti 11:15 | Pts: Udoka 19 Rebs: Mohammed 8 Asts: Akiode, Umoh 3 |         | Pts: Rachmatulina 15 Rebs: Baranova 8 Asts: Karpova, Rachmatulina 3 |          |  | Helliniko Indoor Arena, Aten Domare: Dallas Pickering (Nya Zeeland) Shoko Suguro (Japan) |

| 22 augusti 14:30 |                                                              | Brasilien | 66–84                                               | Australien |  | Helliniko Indoor Arena, Aten Domare: Corbin Sean (USA) Giampaolo Cicoria (Italien) |
| 22 augusti 14:30 | Resultat efter kvart: 21–20, 14–20, 18–22, 13–22             |           |                                                     |            |  | Helliniko Indoor Arena, Aten Domare: Corbin Sean (USA) Giampaolo Cicoria (Italien) |
| 22 augusti 14:30 | Pts: Luz 16 Rebs: Oliveira 11 Asts: Castro Marques, Arcain 3 |           | Pts: Jackson 24 Rebs: Snell 8 Asts: Fallon, Snell 3 |            |  | Helliniko Indoor Arena, Aten Domare: Corbin Sean (USA) Giampaolo Cicoria (Italien) |

| 22 augusti 16:45 |                                                  | Grekland | 93–91                                    | Japan |  | Helliniko Indoor Arena, Aten Domare: Chantal Julien (Frankrike) Michael Aylen (Australien) |
| 22 augusti 16:45 | Resultat efter kvart: 27–15, 20–26, 16–22, 30–28 |          |                                          |       |  | Helliniko Indoor Arena, Aten Domare: Chantal Julien (Frankrike) Michael Aylen (Australien) |
| 22 augusti 16:45 | Pts: Maltsi 33 Rebs: Maltsi 11 Asts: Kalentzou 3 |          | Pts: Yano 28 Rebs: Kusuda 5 Asts: Kusuda |       |  | Helliniko Indoor Arena, Aten Domare: Chantal Julien (Frankrike) Michael Aylen (Australien) |

### Grupp B
| Lag         | Vinster | Förluster | Poäng | Första Tiebreaker Särskiljning av lika lag | Andra Tiebreaker Målgenomsnitt för lika lag |
| ----------- | ------- | --------- | ----- | ------------------------------------------ | ------------------------------------------- |
| USA         | 5       | 0         | 10    |                                            |                                             |
| Spanien     | 4       | 1         | 9     | 1-1                                        | 1.12                                        |
| Tjeckien    | 3       | 2         | 8     |                                            |                                             |
| Nya Zeeland | 2       | 3         | 7     |                                            |                                             |
| Kina        | 1       | 4         | 6     |                                            |                                             |
| Sydkorea    | 0       | 5         | 5     |                                            |                                             |

| 14 augusti 11:15 |                                                 | Sydkorea | 54–71                                | Kina |  | Helliniko Indoor Arena, Aten Domare: Chantal Julien (Frankrike) Christos Christodoulou (Grekland) |
| 14 augusti 11:15 | Resultat efter kvart: 15–18, 6–15, 21–24, 12–14 |          |                                      |      |  | Helliniko Indoor Arena, Aten Domare: Chantal Julien (Frankrike) Christos Christodoulou (Grekland) |
| 14 augusti 11:15 | Pts: Beon 19 Rebs: Kim Y. 4 Asts: Lee M 2       |          | Pts: Chen N. Rebs: Ye 8 Asts: Miao 3 |      |  | Helliniko Indoor Arena, Aten Domare: Chantal Julien (Frankrike) Christos Christodoulou (Grekland) |

| 14 augusti 14:30 |                                                   | USA | 99–47                                                  | Nya Zeeland |  | Helliniko Indoor Arena, Aten Domare: Vladimir Ochrimenko (Ryssland) Abdellilah Chlif (Marocko) |
| 14 augusti 14:30 | Resultat efter kvart: 28–13, 35–11, 16–15, 20–8   |     |                                                        |             |  | Helliniko Indoor Arena, Aten Domare: Vladimir Ochrimenko (Ryssland) Abdellilah Chlif (Marocko) |
| 14 augusti 14:30 | Pts: Cash 19 Rebs: Taurasi 9 Asts: Bird, Staley 3 |     | Pts: Marino 13 Rebs: Loffhagen 7 Asts: Three players 1 |             |  | Helliniko Indoor Arena, Aten Domare: Vladimir Ochrimenko (Ryssland) Abdellilah Chlif (Marocko) |

| 14 augusti 22:15 |                                                                       | Spanien | 80–78                                              | Tjeckien | OT | Helliniko Indoor Arena, Aten Domare: Mike Homsy (Kanada) Michael Aylen (Australien) |
| 14 augusti 22:15 | Resultat efter kvart: 24–22, 11–12, 15–11, 17–22, OT: 13–11           |         |                                                    |          | OT | Helliniko Indoor Arena, Aten Domare: Mike Homsy (Kanada) Michael Aylen (Australien) |
| 14 augusti 22:15 | Pts: Palau, Valdemoro 14 Rebs: Cebrian 11 Asts: M. Fernández, Palau 2 |         | Pts: Večeřová 15 Rebs: Klimešová 8 Asts: Hamzová 3 |          | OT | Helliniko Indoor Arena, Aten Domare: Mike Homsy (Kanada) Michael Aylen (Australien) |

| 16 augusti 9:00 |                                                     | Nya Zeeland | 81–73                                      | Sydkorea |  | Helliniko Indoor Arena, Aten Domare: Alejandro Chiti (Argentina) Tatiana Steigerwald (Brasilien) |
| 16 augusti 9:00 | Resultat efter kvart: 21–11, 16–15, 26–23, 18–24    |             |                                            |          |  | Helliniko Indoor Arena, Aten Domare: Alejandro Chiti (Argentina) Tatiana Steigerwald (Brasilien) |
| 16 augusti 9:00 | Pts: G. Farmer 22 Rebs: Loffhagen 14 Asts: Marino 4 |             | Pts: Kim Y. 21 Rebs: Kim Y. 5 Asts: Beon 3 |          |  | Helliniko Indoor Arena, Aten Domare: Alejandro Chiti (Argentina) Tatiana Steigerwald (Brasilien) |

| 16 augusti 14:30 |                                                   | Tjeckien | 61–80                                         | USA |  | Helliniko Indoor Arena, Aten Domare: Giampaolo Cicoria (Italien) Shoko Sugura (Japan) |
| 16 augusti 14:30 | Resultat efter kvart: 21–18, 14–24, 15–23, 11–15  |          |                                               |     |  | Helliniko Indoor Arena, Aten Domare: Giampaolo Cicoria (Italien) Shoko Sugura (Japan) |
| 16 augusti 14:30 | Pts: Klimešová 18 Rebs: Machová 5 Asts: Machová 5 |          | Pts: Leslie 15 Rebs: Leslie 10 Asts: Staley 4 |     |  | Helliniko Indoor Arena, Aten Domare: Giampaolo Cicoria (Italien) Shoko Sugura (Japan) |

| 16 augusti 16:45 |                                                 | Kina | 67–75                                                        | Spanien |  | Helliniko Indoor Arena, Aten Domare: Renato Santos (Brasilien) Scott Butler (Australien) |
| 16 augusti 16:45 | Resultat efter kvart: 10–34, 19–14, 15–22, 23–5 |      |                                                              |         |  | Helliniko Indoor Arena, Aten Domare: Renato Santos (Brasilien) Scott Butler (Australien) |
| 16 augusti 16:45 | Pts: Chen N. 18 Rebs: Chen N. 9 Asts: Song 4    |      | Pts: Valdemoro 30 Rebs: Pascua 8 Asts: M. Fernández, Palau 5 |         |  | Helliniko Indoor Arena, Aten Domare: Renato Santos (Brasilien) Scott Butler (Australien) |

| 18 augusti 9:00 |                                                  | Kina | 83–98                                         | Tjeckien |  | Helliniko Indoor Arena, Aten Domare: Abdellilah Chlif (Marocko) Tatiana Steigerwald (Brasilien) |
| 18 augusti 9:00 | Resultat efter kvart: 30–28, 19–21, 14–26, 20–23 |      |                                               |          |  | Helliniko Indoor Arena, Aten Domare: Abdellilah Chlif (Marocko) Tatiana Steigerwald (Brasilien) |
| 18 augusti 9:00 | Pts: Chen N. 23 Rebs: Chen N. 7 Asts: Miao, Ye 2 |      | Pts: Veselá 22 Rebs: Veselá 7 Asts: Hamzová 8 |          |  | Helliniko Indoor Arena, Aten Domare: Abdellilah Chlif (Marocko) Tatiana Steigerwald (Brasilien) |

| 18 augusti 14:30 |                                                    | Sydkorea | 57–80                                                         | USA |  | Olympic Indoor Hall, Aten Domare: Michael Aylen (Australien) Dallas Pickering (Nya Zeeland) |
| 18 augusti 14:30 | Resultat efter kvart: 23–20, 9–19, 7–29, 18–12     |          |                                                               |     |  | Olympic Indoor Hall, Aten Domare: Michael Aylen (Australien) Dallas Pickering (Nya Zeeland) |
| 18 augusti 14:30 | Pts: Lee M 16 Rebs: Kim Y. 5 Asts: Kim Y., Lee M 3 |          | Pts: Leslie 25 Rebs: Leslie, Thompson 7 Asts: Three players 3 |     |  | Olympic Indoor Hall, Aten Domare: Michael Aylen (Australien) Dallas Pickering (Nya Zeeland) |

| 18 augusti 22:15 |                                                     | Spanien | 91–57                                                      | Nya Zeeland |  | Helliniko Indoor Arena, Aten Domare: Elizabeth Sisk (USA) Shoko Suguro (Japan) |
| 18 augusti 22:15 | Resultat efter kvart: 32–8, 13–21, 20–9, 26–19      |         |                                                            |             |  | Helliniko Indoor Arena, Aten Domare: Elizabeth Sisk (USA) Shoko Suguro (Japan) |
| 18 augusti 22:15 | Pts: Palau 15 Rebs: Cebrian, Pascua 9 Asts: Palau 4 |         | Pts: Marino 21 Rebs: Loffhagen 8 Asts: Loffhagen, Marino 3 |             |  | Helliniko Indoor Arena, Aten Domare: Elizabeth Sisk (USA) Shoko Suguro (Japan) |

| 20 augusti 11:15 |                                                  | Nya Zeeland | 79–77                                | Kina |  | Helliniko Indoor Arena, Aten Domare: Elizabeth Sisk (USA) Nancy Ethier (Kanada) |
| 20 augusti 11:15 | Resultat efter kvart: 21–19, 14–12, 20–24, 24–22 |             |                                      |      |  | Helliniko Indoor Arena, Aten Domare: Elizabeth Sisk (USA) Nancy Ethier (Kanada) |
| 20 augusti 11:15 | Pts: G. Farmer 19 Rebs: Kerr 12 Asts: Marino 4   |             | Pts: Sui 21 Rebs: Sui 9 Asts: Wang 2 |      |  | Helliniko Indoor Arena, Aten Domare: Elizabeth Sisk (USA) Nancy Ethier (Kanada) |

| 20 augusti 14:30 |                                                  | USA | 71–58                                           | Spanien |  | Helliniko Indoor Arena, Aten Domare: Christos Christodoulou (Grekland) Tatiana Steigerwald (Brasilien) |
| 20 augusti 14:30 | Resultat efter kvart: 19–16, 12–13, 19–12, 21–17 |     |                                                 |         |  | Helliniko Indoor Arena, Aten Domare: Christos Christodoulou (Grekland) Tatiana Steigerwald (Brasilien) |
| 20 augusti 14:30 | Pts: Leslie 19 Rebs: Leslie 9 Asts: Staley 6     |     | Pts: Valdemoro 22 Rebs: Pascua 11 Asts: Palau 3 |         |  | Helliniko Indoor Arena, Aten Domare: Christos Christodoulou (Grekland) Tatiana Steigerwald (Brasilien) |

| 20 augusti 16:45 |                                                  | Tjeckien | 97–75                                    | Sydkorea |  | Helliniko Indoor Arena, Aten Domare: Vladimir Ochrimenko (Ryssland) Abreu Joao (Mozambique) |
| 20 augusti 16:45 | Resultat efter kvart: 24–16, 21–19, 29–17, 23–23 |          |                                          |          |  | Helliniko Indoor Arena, Aten Domare: Vladimir Ochrimenko (Ryssland) Abreu Joao (Mozambique) |
| 20 augusti 16:45 | Pts: Machová 28 Rebs: Večeřová 8 Asts: Hamzová 5 |          | Pts: Beon 26 Rebs: Beon 4 Asts: Kim Y. 3 |          |  | Helliniko Indoor Arena, Aten Domare: Vladimir Ochrimenko (Ryssland) Abreu Joao (Mozambique) |

| 22 augusti 9:00 |                                                                   | Nya Zeeland | 57–74                                              | Tjeckien |  | Helliniko Indoor Arena, Aten Domare: Nancy Ethier (Kanada) Kim Ja Ok (Sydkorea) |
| 22 augusti 9:00 | Resultat efter kvart: 12–21, 8–19, 23–18, 14–16                   |             |                                                    |          |  | Helliniko Indoor Arena, Aten Domare: Nancy Ethier (Kanada) Kim Ja Ok (Sydkorea) |
| 22 augusti 9:00 | Pts: G. Farmer 19 Rebs: Loffhagen 12 Asts: G. Farmer, Loffhagen 1 |             | Pts: Machová 21 Rebs: Klimešová 10 Asts: Hamzová 7 |          |  | Helliniko Indoor Arena, Aten Domare: Nancy Ethier (Kanada) Kim Ja Ok (Sydkorea) |

| 22 augusti 20:00 |                                                  | Kina | 62–100                                                   | USA |  | Helliniko Indoor Arena, Aten Domare: Vladimir Ochrimenko (Ryssland) Abreu Joao (Mozambique) |
| 22 augusti 20:00 | Resultat efter kvart: 13–27, 19–25, 13–23, 17–25 |      |                                                          |     |  | Helliniko Indoor Arena, Aten Domare: Vladimir Ochrimenko (Ryssland) Abreu Joao (Mozambique) |
| 22 augusti 20:00 | Pts: Ye 19 Rebs: Sui 6 Asts: Miao 3              |      | Pts: Taurasi 19 Rebs: Griffith 11 Asts: Bird , Johnson 5 |     |  | Helliniko Indoor Arena, Aten Domare: Vladimir Ochrimenko (Ryssland) Abreu Joao (Mozambique) |

| 22 augusti 22:15 |                                                  | Spanien | 64–61                                     | Sydkorea |  | Helliniko Indoor Arena, Aten Domare: Elizabeth Sisk (USA) Song Yanping (Kina) |
| 22 augusti 22:15 | Resultat efter kvart: 14–11, 15–16, 17–19, 18–15 |         |                                           |          |  | Helliniko Indoor Arena, Aten Domare: Elizabeth Sisk (USA) Song Yanping (Kina) |
| 22 augusti 22:15 | Pts: Valdemoro 11 Rebs: Pons 9 Asts: Palau 3     |         | Pts: Beon 19 Rebs: Kim Y. 6 Asts: Lee M 6 |          |  | Helliniko Indoor Arena, Aten Domare: Elizabeth Sisk (USA) Song Yanping (Kina) |

### Slutspelsträd
|  | Kvartsfinaler | Kvartsfinaler |            |     | Semifinaler  | Semifinaler |            |            | Final       | Final |
|  | 0             | 0             | 0          | 0   | 0            | 0           | 0          | 0          | 0           | 0     |
|  |               |               | 0          | 0   |              |             | 0          | 0          |             |       |
|  |               |               | 0          | 0   |              |             | 0          | 0          |             |       |
|  | 0 Australien  | 094           | 0          | 0   |              |             | 0          | 0          |             |       |
|  | 0 Australien  | 094           | 0          | 0   |              |             | 0          | 0          |             |       |
|  | 0 Nya Zeeland | 055           | 0          | 0   |              |             | 0          | 0          |             |       |
|  | 0 Nya Zeeland | 055           | 0          | 0   | 0 Australien | 088         | 0          | 0          |             |       |
|  |               |               | 0          | 0   | 0 Australien | 088         | 0          | 0          |             |       |
|  | 0             | 0 Brasilien   | 0          | 075 | 0            |             |            | 0          |             |       |
|  | 0             | 0 Brasilien   | 0          | 075 | 0            | 0 Brasilien | 067        | 0          |             |       |
|  | 0             |               |            |     |              | 0 Brasilien | 067        | 0          |             |       |
|  | 0             | 0 Spanien     | 064        | 0   |              |             |            | 0          |             |       |
|  | 0             | 0 Spanien     | 064        | 0   | 0 Australien | 063         |            | 0          |             |       |
|  | 0             |               |            | 0   | 0 Australien | 063         |            | 0          |             |       |
|  | 0             | 0             | 0 USA      | 0   | 074          |             |            |            |             |       |
|  | 0             | 0             | 0 USA      | 0   | 074          | 0 USA       | 0100       |            |             |       |
|  | 0             | 0             |            |     |              |             | 0100       |            |             |       |
|  | 0             | 0             | 0 Grekland | 072 | 0            |             |            |            |             |       |
|  | 0             | 0             | 0 Grekland | 072 | 0            | 0 USA       | 066        | Bronsmatch | Bronsmatch  |       |
|  | 0             | 0             |            |     | 0            | 0 USA       | 066        | Bronsmatch | Bronsmatch  |       |
|  | 0             | 0             | 0 Ryssland | 062 | 0            | 0           |            |            |             |       |
|  | 0             | 0             | 0 Ryssland | 062 | 0            | 0           | 0 Ryssland | 070        | 0 Brasilien | 062   |
|  | 0             | 0             |            |     | 0            | 0           | 0 Ryssland | 070        | 0 Brasilien | 062   |
|  | 0             | 0             | 0 Tjeckien | 049 | 0            | 0           | 0 Ryssland | 071        |             |       |
|  | 0             | 0             | 0 Tjeckien | 049 | 0            | 0           | 0 Ryssland | 071        |             |       |
|  |               |               |            |     |              |             |            |            |             |       |
|  |               |               |            |     |              |             |            |            |             |       |

### Kvartsfinaler
| 25 augusti 14:30 |                                                    | USA | 102–72                                              | Grekland |  | Olympic Indoor Hall, Aten Domare: Zoran Sutulovic (Serbien och Montenegro) Dallas Pickering (Nya Zeeland) |
| 25 augusti 14:30 | Resultat efter kvart: 27–19, 28–15, 21–19, 26–19   |     |                                                     |          |  | Olympic Indoor Hall, Aten Domare: Zoran Sutulovic (Serbien och Montenegro) Dallas Pickering (Nya Zeeland) |
| 25 augusti 14:30 | Pts: Johnson 21 Rebs: Griffith 11 Asts: Thompson 5 |     | Pts: Kostaki 26 Rebs: Samoroukova 6 Asts: Kostaki 8 |          |  | Olympic Indoor Hall, Aten Domare: Zoran Sutulovic (Serbien och Montenegro) Dallas Pickering (Nya Zeeland) |

| 25 augusti 16:45 |                                                              | Ryssland | 70–49                                           | Tjeckien |  | Olympic Indoor Hall, Aten Domare: Jorge Vazquez (Puerto Rico) Scott Butler (Australien) |
| 25 augusti 16:45 | Resultat efter kvart: 19–6, 18–14, 19–10, 14–19              |          |                                                 |          |  | Olympic Indoor Hall, Aten Domare: Jorge Vazquez (Puerto Rico) Scott Butler (Australien) |
| 25 augusti 16:45 | Pts: Korstin 21 Rebs: Korstin, Stepanova 7 Asts: Archipova 4 |          | Pts: Kulichová 9 Rebs: Veselá 9 Asts: Hamzová 3 |          |  | Olympic Indoor Hall, Aten Domare: Jorge Vazquez (Puerto Rico) Scott Butler (Australien) |

| 25 augusti 20:00 |                                                   | Spanien | 63–67                                               | Brasilien |  | Olympic Indoor Hall, Aten Domare: Lazaros Voreadis (Grekland) Nancy Ethier (Brasilien) |
| 25 augusti 20:00 | Resultat efter kvart: 16–14, 18–20, 12–15, 17–18  |         |                                                     |           |  | Olympic Indoor Hall, Aten Domare: Lazaros Voreadis (Grekland) Nancy Ethier (Brasilien) |
| 25 augusti 20:00 | Pts: M. Fernández 16 Rebs: Pascua 6 Asts: Palau 3 |         | Pts: Arcain 27 Rebs: Oliveira, Sobral 8 Asts: Luz 3 |           |  | Olympic Indoor Hall, Aten Domare: Lazaros Voreadis (Grekland) Nancy Ethier (Brasilien) |

| 25 augusti 22:15 |                                                  | Australien | 94–55                                                     | Nya Zeeland |  | Olympic Indoor Hall, Aten Domare: Ma Li Jun (Kina) Tatiana Steigerwald (Brasilien) |
| 25 augusti 22:15 | Resultat efter kvart: 26–13, 19–18, 26–13, 23–11 |            |                                                           |             |  | Olympic Indoor Hall, Aten Domare: Ma Li Jun (Kina) Tatiana Steigerwald (Brasilien) |
| 25 augusti 22:15 | Pts: Jackson 28 Rebs: Snell 10 Asts: Taylor 4    |            | Pts: G. Farmer 15 Rebs: Loffhagen 11 Asts: Four players 2 |             |  | Olympic Indoor Hall, Aten Domare: Ma Li Jun (Kina) Tatiana Steigerwald (Brasilien) |

### Semifinaler
| 27 augusti 14:30 |                                                                  | Ryssland | 62–66                                                   | USA |  | Olympic Indoor Hall, Aten Domare: Pablo Estevez (Argentina) Christos Christodoulou (Grekland) |
| 27 augusti 14:30 | Resultat efter kvart: 15–16, 18–21, 11–14, 18–15                 |          |                                                         |     |  | Olympic Indoor Hall, Aten Domare: Pablo Estevez (Argentina) Christos Christodoulou (Grekland) |
| 27 augusti 14:30 | Pts: Sjtjegoleva 13 Rebs: Baranova, Stepanova 8 Asts: Baranova 6 |          | Pts: Thompson 14 Rebs: Griffit, Leslie 7 Asts: Leslie 3 |     |  | Olympic Indoor Hall, Aten Domare: Pablo Estevez (Argentina) Christos Christodoulou (Grekland) |

| 27 augusti 16:45 |                                                     | Brasilien | 75–88                                             | Australien |  | Olympic Indoor Hall, Aten Domare: Jorge Vazquez (Puerto Rico) Virginijus Dovidavicius (Litauen) |
| 27 augusti 16:45 | Resultat efter kvart: 21–21, 15–21, 20–21, 19–25    |           |                                                   |            |  | Olympic Indoor Hall, Aten Domare: Jorge Vazquez (Puerto Rico) Virginijus Dovidavicius (Litauen) |
| 27 augusti 16:45 | Pts: Castro Marques 25 Rebs: Oliveira 8 Asts: Luz 2 |           | Pts: Jackson 26 Rebs: Jackson 13 Asts: Harrower 4 |            |  | Olympic Indoor Hall, Aten Domare: Jorge Vazquez (Puerto Rico) Virginijus Dovidavicius (Litauen) |

### Final
| 28 augusti 16:15 |                                                  | USA | 74–63                                                   | Australien |  | Olympic Indoor Hall, Aten Domare: Chantal Julien (Frankrike) José Reyes Ronfini (Mexiko) |
| 28 augusti 16:15 | Resultat efter kvart: 17–14, 12–12, 23–24, 22–13 |     |                                                         |            |  | Olympic Indoor Hall, Aten Domare: Chantal Julien (Frankrike) José Reyes Ronfini (Mexiko) |
| 28 augusti 16:15 | Pts: Thompson 18 Rebs: Leslie 8 Asts: Thompson 3 |     | Pts: Taylor 16 Rebs: Jackson 14 Asts: Fallon, Jackson 2 |            |  | Olympic Indoor Hall, Aten Domare: Chantal Julien (Frankrike) José Reyes Ronfini (Mexiko) |

### Bronsmatch
| 27 augusti 14:00 |                                                                | Ryssland | 71–62                                                          | Brasilien |  | Olympic Indoor Hall, Aten Domare: Corbin Sean (USA) Nancy Ethier (Kanada) |
| 27 augusti 14:00 | Resultat efter kvart: 18–20, 14–12, 15–14, 24–16               |          |                                                                |           |  | Olympic Indoor Hall, Aten Domare: Corbin Sean (USA) Nancy Ethier (Kanada) |
| 27 augusti 14:00 | Pts: Gustilina 12 Rebs: Osipova 10 Asts: Archipova, Baranova 4 |          | Pts: Castro Marques 16 Rebs: Oliveira 9 Asts: Castro Marques 6 |           |  | Olympic Indoor Hall, Aten Domare: Corbin Sean (USA) Nancy Ethier (Kanada) |

## Slutlig ställning
| Plats                          | Lag         | Spelade    | Vinster    | Förluster  |            |            |            |            |            |            |
| Finalister                     | Finalister  | Finalister | Finalister | Finalister | Finalister | Finalister | Finalister | Finalister | Finalister | Finalister |
| ------------------------------ | ----------- | ---------- | ---------- | ---------- | ---------- | ---------- | ---------- | ---------- | ---------- | ---------- |
| 1                              | USA         | 8          | 8          | 0          |            |            |            |            |            |            |
| 2                              | Australien  | 8          | 7          | 1          |            |            |            |            |            |            |
| Bronsmatch                     |             |            |            |            |            |            |            |            |            |            |
| 3                              | Ryssland    | 8          | 6          | 2          |            |            |            |            |            |            |
| 4                              | Brasilien   | 8          | 4          | 4          |            |            |            |            |            |            |
| Utslagna i kvartsfinalerna     |             |            |            |            |            |            |            |            |            |            |
| 5                              | Tjeckien    | 7          | 4          | 3          |            |            |            |            |            |            |
| 6                              | Spanien     | 7          | 4          | 3          |            |            |            |            |            |            |
| 7                              | Grekland    | 7          | 3          | 4          |            |            |            |            |            |            |
| 8                              | Nya Zeeland | 7          | 2          | 5          |            |            |            |            |            |            |
| Femte plats i första omgången  |             |            |            |            |            |            |            |            |            |            |
| 9                              | Kina        | 6          | 2          | 4          |            |            |            |            |            |            |
| 10                             | Japan       | 6          | 1          | 5          |            |            |            |            |            |            |
| Sjätte plats i första omgången |             |            |            |            |            |            |            |            |            |            |
| 11                             | Nigeria     | 6          | 1          | 5          |            |            |            |            |            |            |
| 12                             | Sydkorea    | 6          | 0          | 6          |            |            |            |            |            |            |